# Magno Cruz
 (août 2024).
Si vous disposez d'ouvrages ou d'articles de référence ou si vous connaissez des sites web de qualité traitant du thème abordé ici, merci de compléter l'article en donnant les références utiles à sa vérifiabilité et en les liant à la section « Notes et références ».
Pour les articles homonymes, voir Cruz.
 14 juin 2025
Magno Cruz est un footballeur brésilien né le 20 mai 1988 à Salvador. Il évolue au poste de milieu offensif au Jiangxi Beidamen.

## Biographie
Le 7 avril 2020, il s'engage en faveur du Clube de Regatas Brasil, seulement deux mois après sa signature en faveur d'Umm Salal.

## Palmarès
- Vasco da Gama
  - Vainqueur de la Série B en 2009

- Atlético Goianiense
  - Vainqueur de la Série B en 2016